# Apocalypse Dudes
Albums de Turbonegro
Ass Cobra Scandinavian Leather
Apocalypse Dudes est le cinquième album du groupe norvégien Turbonegro. Produit sur le label Virgin Records en Norvège, il fut produit sur Epitaph Records aux États-Unis, et sortie en janvier 1999.
Après la sortie de cet album, Turbonegro passa de groupe underground a groupe connu et reconnu avec notamment la chanson "Age of Pamparius" utilisé sur MTV pour la série Wild Boyz. Ce fut leur dernier album avant de se séparer pendant 4 ans et la sortie de Scandinavian Leather.

## Liste des chansons
1. "The Age of Pamparius" – 5:59
2. "Selfdestructo Bust" – 2:55
3. "Get It On (Turbonegro song)|Get It On" – 4:08
4. "Rock Against Ass" – 3:49
5. "Don't Say Motherfucker, Motherfucker" – 2:10
6. "Rendezvous with Anus" – 1:59
7. "Zillion Dollar Sadist" – 3:20
8. "Prince of the Rodeo" – 3:45
9. "Back to Dungaree High" – 2:57
10. "Are You Ready (For Some Darkness)" – 3:35
11. "Monkey on Your Back" – 2:52
12. "Humiliation Street" – 5:54
13. "Good Head" – 4:08

## Membres
- Hank Von Helvete - chant
- Euroboy - guitare solo
- Rune Rebellion - guitare rythmique
- Pål Pot Pamparius - Synthétiseur
- Happy-Tom - Basse
- Chris Summers - Batterie